# Рёрстранд
Рёрстранд (Rörstrands Porslinsfabrik) — шведская компания — производитель фарфора.

## История
Фирма «Рёрстранд» является одним из старейших производителей фарфора в Европе. Фабрика была основана в 1726 году в Стокгольме. В 19 веке начинается массовое производство посуды. В 1873-м в Хельсинки основана дочерняя компания «Арабиа» для торговли с Россией.
В 1914 году была куплена Гётеборгская фарфоровая фабрика (шв. Göteborgs porslinfabrik), и «Рёрстранд» перенес производство в Гётеборг, когда фабрика в Стокгольме была закрыта. После слияния с Лидчёпингской фарфоровой фабрикой (Lidköpings porslinsfabrik) в 1929 г. началось перемещение «Рёрстранда» из Гётеборга в Лидчёпинг. Оно завершилось в 1936 г. и Лидчёпинг стал штаб-квартирой «Рёрстранда».
В 1960-1990-х годах сменилось несколько компаний-владельцев.
В 2005 году производство в Швеции было закрыто и перенесено за границу (в Венгрию и Шри-Ланку).
С «Рёрстранд» сотрудничали многие шведские художники.